# Sadraq Mondestin
Sadraq Mondestin ist ein haitianischstämmiger Fußballspieler, der für die Nationalmannschaft der Turks- und Caicosinseln gespielt hat. Er ist Mittelfeldspieler.

## Karriere

### Verein
Im Verein spielte er unter anderem für KPMG United und wurde dort in der Saison 2003/04 Meister und zugleich Torschützenkönig mit 23 Treffern.

### Nationalmannschaft
Mondestin erzielte drei Tore bei einem inoffiziellen Freundschaftsspiel gegen die U-21 der Kaimaninseln, das Spiel fand am 25. September 2000 statt und endete mit 5:0 für die Turks- und Caicosinseln. Zwei Tage später spielte er dann gegen die erste Auswahl der Kaimansinseln beim Western Union Cup, die Partie ging mit 0:3 verloren. Mondestin stand in der Anfangself und spielte bis zum Abpfiff. Bei der folgenden Turnier-Begegnung gegen Harbour View FC wurde er für Patrick Baptiste eingewechselt, das Spiel ging mit 1:8 verloren.

## Erfolge

### Verein
- Meister der Provo Premier League: (1)
  - 2003/04 (mit PWC Athletic)

### Individuell
- Torschützenkönig der Provo Premier League: (1)
  - 2003/04 (mit PWC Athletic) (23 Tore)